# National Recording Registry

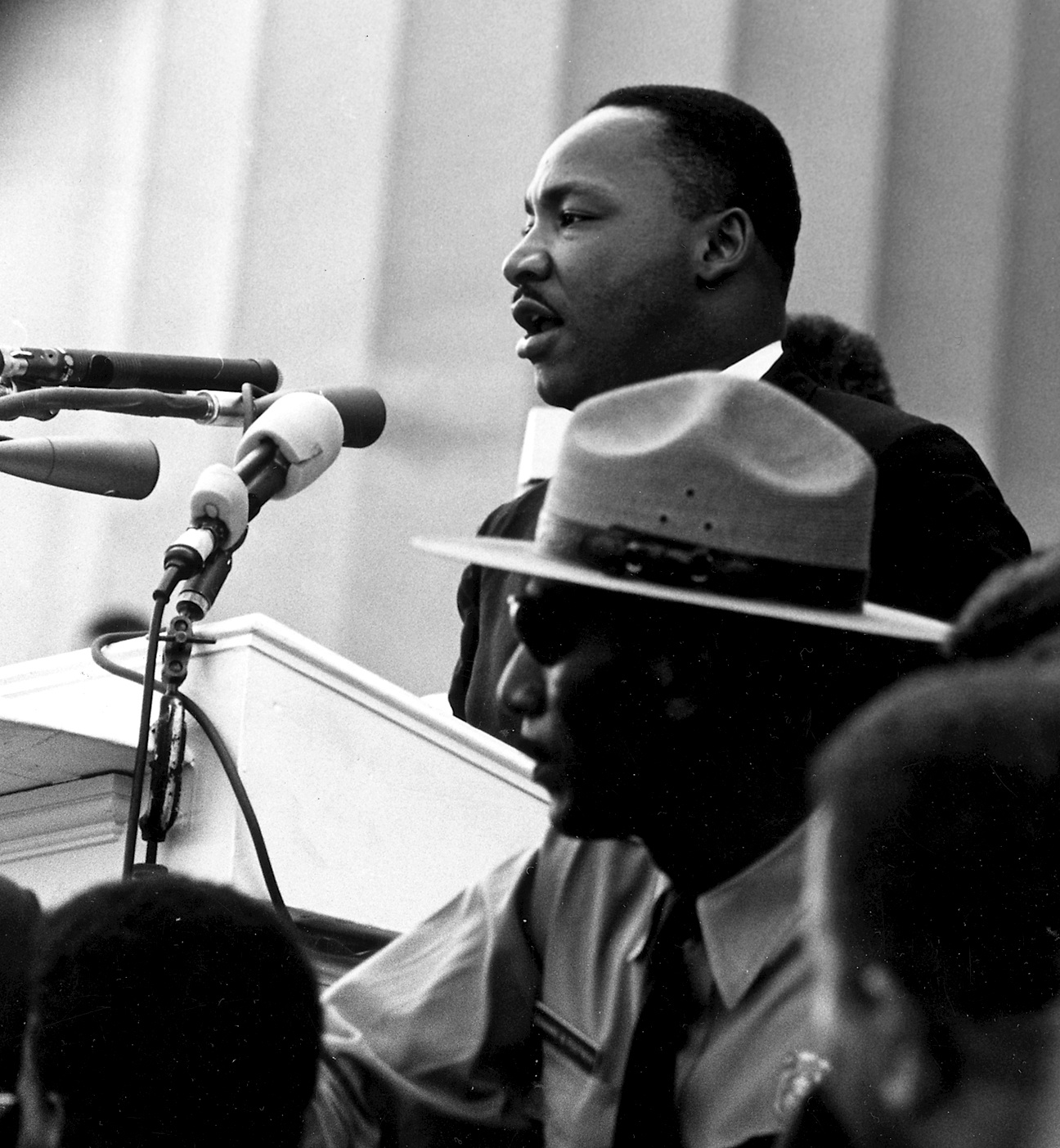
Discursul "I Have a Dream" de Martin Luther King Jr. a fost una dintre cele 50 de înregistrări păstrate în 2002, primul an de existență a Registrului Național al Înregistrărilor din Statele Unite.

National Recording Registry  (Registrul național de înregistrare) este o listă de înregistrări sonore care „sunt importante din punct de vedere cultural, istoric sau estetic și/sau informează sau reflectă viața în Statele Unite”. Registrul a fost înființat prin Legea națională de conservare a înregistrărilor din 2000, care a creat National Recording Preservation Board, ai cărui membri sunt numiți de Bibliotecarul Congresului. Înregistrările păstrate în Registrul Național al Înregistrărilor din Statele Unite formează un registru de înregistrări selectat anual de Consiliul Național de Preservare a Înregistrării pentru conservare în Biblioteca Congresului.

## Legături externe
- National Recording Preservation Board
- Full National Recording Registry
- NPR All Things Considered – series spotlighting selections from the Registry
- Selection spotlights Arhivat în 18 august 2019, la Wayback Machine. on WNYC